# Les Chants de l'aube (Escaich)
Ne pas confondre avec les Chants de l'aube, œuvre pour piano de Robert Schumann.
Le concerto pour violoncelle Les Chants de l'aube est le deuxième du genre composé par Thierry Escaich en 2023, créé la même année au Gewandhaus de Leipzig. 

## Circonstances de la composition
L'œuvre a été commandée au compositeur par l'orchestre du Gewandhaus de Leipzig et l'orchestre symphonique de Boston, ayant comme même directeur musical Andris Nelsons.

## Fiche technique
- Genre : concerto pour violoncelle
- Œuvre en trois parties enchaînées, reliées par deux cadences au violoncelle seul[3] :
  - I. Des rayons et des ombres
    - (1re cadence au violoncelle seul)

  - II. Le Rivage des chants
    - (2e cadence au violoncelle seul)

  - III. Danse de l'aube
- Durée : 25 minutes environ

## Création mondiale
- Date : 16 mars 2023
- Lieu : Gewandhaus de Leipzig
- Interprètes :
  - Gautier Capuçon, violoncelle
  - Orchestre du Gewandhaus de Leipzig
  - Direction musicale : Andris Nelsons

## Reprises (sélection)
I. Création américaine
- Date : 13 avril 2023
- Lieu : Symphony Hall (Boston)
- Interprètes :
  - Gautier Capuçon, violoncelle
  - Orchestre symphonique de Boston
  - Direction musicale : Andris Nelsons

II. Création française
- Date : 16 avril 2023
- Lieu : Philharmonie de Paris
- Interprètes :
  - Gautier Capuçon, violoncelle
  - Orchestre de Paris
  - Direction musicale : Petr Popelka (en)

III. 44e festival de Colmar
- Date : 3 juillet 2025[5] (concert d'ouverture du festival)
- Lieu : église Saint-Matthieu de Colmar
- Interprètes :
  - Gautier Capuçon, violoncelle
  - Hr-Sinfonieorchester de Francfort
  - Direction musicale : Alain Altinoglu